# Palacio Municipal de Bella Vista (Tucumán)
El Palacio Municipal de Bella Vista es un edificio público, sede de la municipalidad de Bella Vista, Tucumán, Argentina. En este se encuentra el despacho del intendente, quien es jefe del poder ejecutivo municipal.

## Historia
El 1 de marzo de 1966 se promulgó la ley de municipalización de Bella Vista en el gobierno de Lázaro Barbieri. Por esta razón se comenzó a construir un edificio para el funcionamiento de la nueva comuna en 1973, con un costo de ARL 2.000 000. Finalmente el palacio municipal fue inaugurado el 24 de mayo de 1974 por el gobernador bellavistense Amado Juri.
La sede comunal, desde su inauguración hasta el año 2020, perteneció al gobierno de la provincia de Tucumán. Por ello, se traspasó al municipio de Bella Vista el edificio municipal y otros inmuebles como la Plaza San Martín, Casa de la Cultura, juzgado de paz y el Concejo Deliberante. Esto se realizó con base en la Ley provincial 9270.